# Niemiecka Republika Demokratyczna na zimowych igrzyskach olimpijskich
Niemiecka Republika Demokratyczna wystartowała po raz pierwszy na zimowych igrzyskach olimpijskich w 1968 na igrzyskach w Grenoble. W latach 1956–1964 startowała w ramach Wspólnej Reprezentacji Niemiec. NRD była reprezentowana przez 232 sportowców (164 mężczyzn i 68 kobiet). Najwięcej medali (25) zdobyła w 1988 na igrzyskach w Calgary.

## Klasyfikacja medalowa
| Igrzyska         | Złoto | Srebro | Brąz | Razem |
| ---------------- | ----- | ------ | ---- | ----- |
| 1968 Grenoble    | 1     | 2      | 2    | 5     |
| 1972 Sapporo     | 4     | 3      | 7    | 14    |
| 1976 Innsbruck   | 7     | 5      | 7    | 19    |
| 1980 Lake Placid | 9     | 7      | 7    | 23    |
| 1984 Sarajewo    | 9     | 9      | 6    | 24    |
| 1988 Calgary     | 9     | 10     | 6    | 25    |
| Razem            | 39    | 36     | 35   | 110   |

### Według dyscyplin
| Dyscyplina           | Złoto | Srebro | Brąz | Razem |
| -------------------- | ----- | ------ | ---- | ----- |
| Saneczkarstwo        | 13    | 8      | 8    | 29    |
| Łyżwiarstwo szybkie  | 8     | 12     | 9    | 29    |
| Bobsleje             | 5     | 5      | 3    | 13    |
| Biathlon             | 3     | 4      | 4    | 11    |
| Łyżwiarstwo figurowe | 3     | 3      | 4    | 10    |
| Kombinacja norweska  | 3     | -      | 4    | 7     |
| Skoki narciarskie    | 2     | 3      | 2    | 7     |
| Biegi narciarskie    | 2     | 1      | 1    | 4     |
| Razem                | 39    | 36     | 35   | 110   |